# Aranyosi-legelő
Aranyosi-legelő este o arie protejată (arie specială de conservare — SAC, sit de importanță comunitară — SCI) din Ungaria întinsă pe o suprafață de 179,01 ha, integral pe uscat.

## Localizare
Centrul sitului Aranyosi-legelő este situat la coordonatele 47°24′35″N 20°41′23″E / 47.409722°N 20.689722°E.

## Înființare
Situl Aranyosi-legelő a fost declarat sit de importanță comunitară în mai 2004 pentru a proteja 2 specii de animale. Situl a fost protejat și ca arie specială de conservare în februarie 2010.

## Biodiversitate
Situată în ecoregiunea panonică, aria protejată conține 2 habitate naturale: Pajiști stepice panonice pe loess, Stepe și mlaștini sărate panonice.
La baza desemnării sitului se află mai multe specii protejate de  amfibieni (2): buhai de baltă cu burta roșie (Bombina bombina), triton cu creastă dobrogean (Triturus dobrogicus).
Pe lângă speciile protejate, pe teritoriul sitului au mai fost identificate 1 specie de plante.